# Gradin
Gradin este o localitate din comuna Koper, Slovenia, cu o populație de 75 de locuitori.